# Mike Pence
Michael Richard "Mike" Pence (sinh 7 tháng 6 năm 1959) là Phó Tổng thống Hoa Kỳ thứ 48 từ năm 2017 đến năm 2021. Trước đó, ông là một chính trị gia người Mỹ, luật sư và là Thống đốc thứ 50 của Indiana từ năm 2013 đến năm 2017. Là một thành viên của Đảng Cộng hòa, trước đây ông là Hạ nghị sĩ đại diện khu vực 2 và khu vực 6 của bang Indiana trong Hạ viện Hoa Kỳ từ năm 2001-2013 và từng là Chủ tịch của Hội nghị đảng Cộng hòa Hạ viện từ năm 2009 đến năm 2011. Pence là một chính trị gia theo đường lối bảo thủ và một người ủng hộ Phong trào Tiệc trà. Ngày 15 tháng 7 năm 2016, Donald Trump tuyên bố rằng ông đã chọn Pence làm ứng cử viên phó tổng thống đồng hành trong cuộc Bầu cử tổng thống Hoa Kỳ, 2016.

## Chiến dịch tranh cử 2016
Pence ủng hộ Thượng nghị sĩ Ted Cruz của bang Texas trong cuộc bầu cử sơ bộ của đảng Cộng hòa năm 2016. Donald Trump đã cân nhắc Pence ứng cử viên Phó Tổng thống của ông cùng với 2 người khác là Thống đốc Chris Christie và cựu Chủ tịch Hạ viện Newt Gingrich. Báo Indianapolis Star ngày 14 tháng 7 nói rằng Pence sẽ kết thúc chiến dịch tái tranh cử chức Thống đốc của ông và chấp nhận đề cử Phó Tổng thống của đảng Cộng hòa để thay thế. Điều này đã được thông báo rộng rãi ngày 14 tháng 7 năm 2016. Ngày hôm sau, Trump đã chính thức công bố trên Twitter rằng Pence sẽ là bạn đồng hành của ông. Ngay sau khi công bố, Pence nói rằng ông "rất ủng hộ cái mà được Donald Trump gọi là tạm đình chỉ nhập cư từ các nước mà ảnh hưởng khủng bố và tác động đại diện cho một mối đe dọa đối với Hoa Kỳ". Pence nói rằng ông "hoàn toàn" ủng hộ với đề nghị xây dựng một bức tường với Mexico của Trump, ông nói rằng Mexico "hoàn toàn" sẽ trả tiền cho nó.

## Quan điểm

### Về thuyết tiến hóa
Khi được Chris Matthews hỏi, ông có tin thuyết tiến hóa, Pence trả lời và lặp lại vài phút sau: "Tôi tin với toàn trái tim tôi, Thiên Chúa đã tạo ra trời và đất, biển cả và tất cả những gì có trong chúng. Tôi sẽ hỏi ông ta về chuyện này một ngày nào đó. "  Trong một tuyên bố chính thức năm 2002 tại đại sảnh của Hạ viện (tường thuật trong hồ sơ của Quốc hội), Pence nói với các đồng nghiệp của mình: "... Tôi cũng tin rằng một ngày nào đó các nhà khoa học sẽ nhận thấy rằng, chỉ có lý thuyết về thiết kế thông minh cung cấp ngay cả một lời giải thích hợp lý từ xa cho vũ trụ được biết tới."

### Thay đổi khí hậu
Pence "không chấp nhận sự nhất trí khoa học rằng hoạt động của con người là động lực chính của thay đổi khí hậu". Năm 2001, Pence viết, "nóng lên toàn cầu là một huyền thoại", nói rằng, "Trái đất ngày nay thực sự mát hơn là khoảng 50 năm trước đây " . Trong năm 2006 và 2009, Pence bày tỏ quan điểm, không rõ sự thay đổi khí hậu có phải do hoạt động của con người, và trong năm 2009, ông đã nói với nhà bình luận chính trị Chris Matthews, có "một sự hoài nghi gia tăng trong cộng đồng khoa học về sự nóng lên toàn cầu"  Năm 2009, Pence lãnh đạo nỗ lực của đảng Cộng hòa để đánh bại Đạo luật An toàn và Năng lượng Sạch của Hoa Kỳ (Waxman-Markey), một dự luật được ủng hộ bởi đảng Dân chủ để cắt giảm khí thải nhà kính (và do đó chống lại sự thay đổi khí hậu) thông qua hệ thống mua bán khí thải với một mức lượng tối đa (cap-and-trade) Tuy nhiên vào ngày 27 tháng 9 năm 2016, Pence nói "không có nghi ngờ gì" rằng hoạt động của con người ảnh hưởng đến cả khí hậu lẫn môi trường . Trong khi ở Hạ viện, Pence đã bỏ phiếu để loại bỏ tài trợ cho các chương trình giáo dục về khí hậu và ngăn cấm Cơ quan Bảo vệ Môi trường quy định khí thải nhà kính. Pence cũng "bỏ phiếu nhiều lần chống lại tài trợ và quy định về sử dụng năng lượng có hiệu quả và năng lượng tái tạo" và đã bỏ phiếu cho "một số dự luật hỗ trợ phát triển nhiên liệu hóa thạch, bao gồm cả luật hỗ trợ việc khoan dầu ngoài khơi".